# Pseudowashitaster
Pseudowashitaster is een geslacht van uitgestorven zee-egels uit de familie Toxasteridae.

## Soorten
- Pseudowashitaster mysticus Takana, 1982 † Onder-Krijt (Barremien), Japan